# Radula lindenbergiana
Radula lindenbergiana là một loài rêu trong họ Radulaceae. Loài này được Gottsche ex Hartm. mô tả khoa học đầu tiên năm 1864.